# Afrocanthium
Afrocanthium es un género  de plantas con flores perteneciente a la familia Rubiaceae.  Se encuentra en África desde Etiopía hasta Sudáfrica. Comprende 47 especies descritas y de estas, solo 17 aceptadas.

## Taxonomía
El género fue descrito por (Bridson) Lantz & B.Bremer y publicado en Botanical Journal of the Linnean Society 146: 278. 2004.

## Especies aceptadas
A continuación se brinda un listado de las especies del género Afrocanthium aceptadas hasta mayo de 2015, ordenadas alfabéticamente. Para cada una se indica el nombre binomial seguido del autor, abreviado según las convenciones y usos.	
- Afrocanthium burttii (Bullock) Lantz
- Afrocanthium gilfillanii (N.E.Br.) Lantz
- Afrocanthium keniense (Bullock) Lantz
- Afrocanthium kilifiense (Bridson) Lantz
- Afrocanthium lactescens (Hiern) Lantz
- Afrocanthium mundianum (Cham. & Schltdl.) Lantz
- Afrocanthium ngonii (Bridson) Lantz
- Afrocanthium parasiebenlistii (Bridson) Lantz
- Afrocanthium peteri (Bridson) Lantz
- Afrocanthium pseudorandii (Bridson) Lantz
- Afrocanthium pseudoverticillatum (S.Moore) Lantz
- Afrocanthium racemulosum (S.Moore) Lantz
- Afrocanthium rondoense (Bridson) Lantz
- Afrocanthium salubenii (Bridson) Lantz
- Afrocanthium shabanii (Bridson) Lantz
- Afrocanthium siebenlistii (K.Krause) Lantz
- Afrocanthium vollesenii (Bridson) Lantz